# Bantamvikt i boxning vid olympiska sommarspelen 2000
Resultat från boxning vid olympiska sommarspelen 2000 och herrarnas bantamvikt. De 28 boxarna vägde under 54kg. Tävlingarna arrangerades i Sydney Convention and Exhibition Center, hallarna 3 och 4.

## Medaljörer
| Klass      | Guld                        | Silver                         | Brons                        |
| Bantamvikt | Guillermo Rigondeaux · Kuba | Raimkul Malachbekov · Ryssland | Serhij Daniltjenko · Ukraina |
| Bantamvikt | Guillermo Rigondeaux · Kuba | Raimkul Malachbekov · Ryssland | Clarence Vinson · USA        |

## Första omgången
| Boxare               | Land        | Resultat | Land        | Boxare              |
| -------------------- | ----------- | -------- | ----------- | ------------------- |
| Alisjer Rahimov      | Uzbekistan  | RSC-3    | Sydkorea    | Cho Seok-Hwan       |
| Hichem Blida         | Algeriet    | 11-10    | Puerto Rico | Orlando Cruz Torres |
| Tejmuraz Churtsilava | Georgien    | 12-9     | Armenien    | Aram Ramazyan       |
| Raimkul Malachbekov  | Ryssland    | RSC-3    | Argentina   | Ceferino Labarda    |
| Clarence Vinson      | USA         | 9-2      | Frankrike   | Rachid Bouaita      |
| Talaybek Kadyraliev  | Kirgizistan | RSC-3    | Kamerun     | Herman Ngoudjo      |
| George Olteanu       | Rumänien    | 7-2      | Grekland    | Artur Mikaelyan     |
| César Morales        | Mexiko      | 13-8     | Uganda      | Abdu Tebazalwa      |
| Guillermo Rigondeaux | Kuba        | KO-1     | Tunisien    | Moez Zemzeni        |
| Kazumasa Tsujimoto   | Japan       | 12-12    | Marocko     | Hassan Oucheikh     |
| Agasi Agaguloglu     | Turkiet     | 17-4     | Kina        | Mai Kangde          |
| Nehomar Cermeno      | Venezuela   | 16-4     | Mauritius   | Riaz Durgahed       |

## Andra omgången
Fyra boxare deltog inte i första omgången och började direkt i andra omgången.
| Boxare               | Land       | Resultat | Land        | Boxare               |
| -------------------- | ---------- | -------- | ----------- | -------------------- |
| Justin Kane          | Australien | 15-13    | Thailand    | Sontaya Wongprates   |
| Serhij Daniltjenko   | Ukraina    | 14-8     | Indien      | Dingko Singh         |
| Alisjer Rahimov      | Uzbekistan | 17-8     | Algeriet    | Hichem Blida         |
| Raimkul Malachbekov  | Ryssland   | 13-7     | Georgien    | Tejmuraz Churtsilava |
| Clarence Vinson      | USA        | 12-7     | Kirgizistan | Talaybek Kadyraliev  |
| George Olteanu       | Rumänien   | RSC-4    | Mexiko      | César Morales        |
| Guillermo Rigondeaux | Kuba       | RSC-3    | Japan       | Kazumasa Tsujimoto   |
| Agasi Agaguloglu     | Turkiet    | 11-3     | Venezuela   | Nehomar Cermeno      |

## Kvartsfinaler
| Boxare               | Land     | Resultat | Land       | Boxare           |
| -------------------- | -------- | -------- | ---------- | ---------------- |
| Serhij Daniltjenko   | Ukraina  | RSC-4    | Australien | Justin Kane      |
| Raimkul Malachbekov  | Ryssland | 16-10    | Uzbekistan | Alisjer Rahimov  |
| Clarence Vinson      | USA      | 16-19    | Rumänien   | George Olteanu   |
| Guillermo Rigondeaux | Kuba     | 14-5     | Turkiet    | Agasi Agaguloglu |

## Semifinaler
| Boxare               | Land     | Resultat | Land    | Boxare             |
| -------------------- | -------- | -------- | ------- | ------------------ |
| Raimkul Malachbekov  | Ryssland | 15-10    | Ukraina | Serhij Daniltjenko |
| Guillermo Rigondeaux | Kuba     | 18-6     | USA     | Clarence Vinson    |

## Finaler
| Boxare               | Land | Resultat | Land     | Boxare              |
| -------------------- | ---- | -------- | -------- | ------------------- |
| Guillermo Rigondeaux | Kuba | 18-12    | Ryssland | Raimkul Malachbekov |